# Basin View
Basin View – miasto w Australii, w stanie Nowa Południowa Walia.